# Ifeatu Melifonwu
Ifeatu Christian-David Melifonwu (* 2. Mai 1999 in Grafton, Massachusetts) ist ein US-amerikanischer American-Football-Spieler auf der Position des Safeties in der National Football League (NFL), nigerianischer Abstammung., der bei den Miami Dolphins unter Vertrag steht. Er spielte von 2021 bis 2024 für die Detroit Lions.

## Frühe Jahre
Melifonwu ging in seiner Geburtsstadt auf die Grafton High School, wo er neben American Football auch unter anderem Basketball und Lacrosse spielte. Später besuchte er die Syracuse University. Hier erzielte zwischen 2017 und 2020 für das Collegefootballteam 88 Tackles und drei Interceptions in 29 Spielen.

## NFL
Melifonwu wurde im NFL Draft 2021 in der dritten Runde an 101. Stelle von den Detroit Lions ausgewählt. Am 23. Juli 2021 unterschrieb er einen Vier-Jahres-Vertrag bei den Lions. Nachdem er sich am zweiten Spieltag der NFL am Oberschenkel verletzt hatte, wurde er auf die Injured Reserve List gesetzt. Am 29. November 2021 wurde er von dieser wieder aktiviert. In seiner dritten Saison, am 24. Dezember 2023, fing er seine erste Interception in der NFL, im Spiel gegen die Minnesota Vikings.
Am 13. März 2025 einigte sich Melifonwu als Unrestricted Free Agent mit den Miami Dolphins auf einen Einjahresvertrag in Höhe von 4 Millionen US-Dollar.

## Persönliches
Ifeatus älterer Bruder Obi Melifonwu ist ebenfalls American-Football-Spieler.